# Australski krokodil
Australski krokodil (lat. Crocodylus johnsoni) je vrsta krokodila, endemična u Australiji, živi u njezinim sjevernim područjima. Mnogo je manja od druge australske vrste, morskog krokodila.  

## Opis
Australski krokodil je relativno malen krokodil, koji rijetko prekorači duljinu tijela 2,5-3 metra, a za to mu treba dugo vremena (oko trideset godina). Ženke su manje veličine nego mužjaci, od 2 do 2,1 metra. Oblik njuške je neobično uzak i zašiljen, s brojnim oštrim zubima. Boja tijela je svjetlo-smeđa s tamnim područjima na tijelu i repu. Ljuske na tijelu su relativno velike, sa širokim, usko povezanim oklopnim pločama na leđima. 

## Prehrana
Australski krokodil hrani se ribama, rakovima i kukcima, ali i vodozemcima, drugim gmazovima, morskim pticama i malim sisavcima.

## Etimologija
Kada je Gerard Krefft imenovao vrstu 1873., namjeravao je obilježiti prvog Europljanina koji ju je otkrio, i izvijestio o tome Kreffta. Međutim, Krefft je napravio pogrešku, a prema pravilima Međunarodnog kodeksa zoološke nomenklature, specifični epitet johnsoni (umjesto namijenjenog johnstoni) je točan.